# Eterna giovinezza

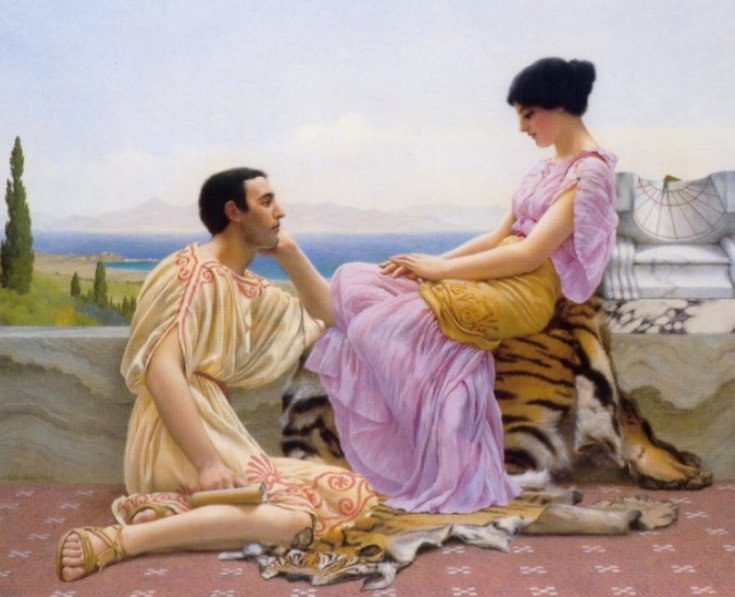
Giovinezza e tempo, dipinto del 1901 di John William Godward, 1901.

Per eterna giovinezza si intende il concetto umano, filosofico e mitologico di vivere eternamente senza invecchiare, si definisce giovinezza perché esso è il periodo della maturazione morale e psicologica che trasforma un ragazzo in un uomo.

## Dettagli
Nonostante l'attuale impossibilità di rendere concreto questo espediente, l'eterna giovinezza coinvolge gli studi sull'invecchiamento nel campo della biologia, la quale si occupa anche di longevità, e inoltre essa si riscontra nei miti di molte culture solitamente come dono esclusivo degli Dei o dei semidei.
L'eterna giovinezza è un argomento molto prolifico anche nella fantascienza, per il quale solitamente alcuni antagonisti ricercano per motivi malvagi di essere eternamente giovani e forti in modo da essere imbattibili. 
È comunque da chiarire che essere giovani in eterno non comporti l'impossibilità di morire, in quanto per sfuggire ad essa bisogna parlare di immortalità. A questo tema erano solite parlarne le mitologie greco-romane.
Miti medievali si incentrano invece sulle figure del Sacro Graal donatore di vita eterna e guaritore di ferite alla cui ricerca si misero gli uomini di Re Artù, e la mitica fonte della giovinezza mai scoperta che si narra trovarsi in Florida e alla cui ricerca si mise l'esploratore spagnolo Juan Ponce de León.
Altro simbolo mitologico molto legato a questo argomento è la pietra filosofale, una sostanza alchemica che porta con sé il dono dell'onniscienza, del trasmutamento di ogni metallo in oro e soprattutto l'immunità da ogni malattia.

## La Telomerasi
Il DNA di un individuo gioca un ruolo nel processo di invecchiamento. L'invecchiamento inizia non appena si nasce. Non appena le cellule iniziano a morire devono essere sostituite. Sulle estremità di ciascun cromosoma ci sono delle sequenze ripetute di DNA, i telomeri, che proteggono il cromosoma e si uniscono con altri cromosomi ed essi hanno diversi ruoli chiave.

## Letteratura
- Un romanzo di Oscar Wilde incentrato sull'eterna giovinezza e ciò che ne comporta è Il ritratto di Dorian Gray. Il protagonista è un ragazzo che tramite una sorta di incantesimo riesce a confinare il passare degli anni in un quadro che lo ritrae, in modo da restare giovane per sempre.